# Bankhaus Gottfried Herzfeld

„Gottfried Herzfeld Bankgeschäft“, Schillerstraße 31 Ecke Andreaestraße, links das Bankhaus Adolph Meyer

Das Bankhaus Gottfried Herzfeld in Hannover wurde 1874 von dem Bankier und Namensgeber Gottfried Herzfeld gegründet. Die Privatbank mit dem Monogramm aus den verschlungenen Buchstaben GH über dem Eingang des repräsentativen Bankhauses mit der Aufschrift Gottfried Herzfeld Bankgeschäft wurde im Stil des Historismus als viergeschossiges Eckgebäude errichtet mit Turmaufsatz und als städtebauliche Dominante unter der Adresse Schillerstraße 31.

## Geschichte
Das Bankhaus ging aus dem angesehenen Bankhaus Gottfried & Felix Herzfeld hervor, das 1899 trotz zahlreicher Fortschritte in Liquidation ging.
Nach der Gründung der Privatbank zählte Gottfried Herzfeld gemeinsam mit dem ebenfalls in Hannover ansässigen Felix Herzfeld und anderen im Jahr 1883 zu den Gründern der Aktiengesellschaft der Zuckerfabrik Offstein. 1911 heiratete der Sohn des Bankiers und Unternehmensgründers, Karl Herzfeld. Im selben Jahr übernahm er die Leitung des Bankhauses.
Vor der Deutschen Hyperinflation während der Weimarer Republik führte die Bank 1922 eine Gruppe von etwa zehn bedeutenden Privatbankiers an – darunter ein Unternehmen aus Frankfurt – um in Berlin mit der 1924 wieder aufgelösten Gesellschaft Norddeutscher Bankverein AG eine „Zentralbank“ zu gründen. 1929 – im Jahr der Weltwirtschaftskrise – wurde die Führung der Bank durch Unstimmigkeiten zwischen den Inhabern erschwert.
Karl Herzfeld überlebte die Zeit des Nationalsozialismus und den Holocaust. Er starb 1970 in der bayerischen Hauptstadt München.